# Elisabeth Bürstenbinder
Elisabeth Bürstenbinder (Berlino, 25 novembre 1838 – Merano, 10 ottobre 1918) è stata una scrittrice tedesca nota col suo nome d'arte E. Werner.

## Biografia
Figlia di un ricco commerciante di Berlino, morto nel 1861, Elisabeth aveva due fratelli. Sua madre giocava con lei sostituendosi ai possibili amici e sostenendola nelle sue prime prove letterarie. Visse nella casa di famiglia fino al 1895. i primi racconti apparvero su alcune riviste del sud della Germania (in particolare su "Die Gartenlaube") che moltiplicavano le vendite per la presenza degli stessi. Si trasferì a Monaco di Baviera e nel 1896 a Merano, dove visse 20 anni (nello "Schloß Labers", castello-pensione allora di proprietà del danese Adolf Neubert, oggi struttura alberghiera), morì e vi è sepolta.

## Opere
La pubblicazione delle opere della Bürstenbinder in Italia fu curata dai Fratelli Treves Editori nella collana Biblioteca amena che ne dicevano: "Un merito superlativo della Werner consiste nella moralità dei suoi romanzi. Essi presentano due superiorità su quelli inglesi e francesi che si sogliono raccomandare alle giovinette: non sono noiosetti come molti romanzi inglesi, ma al contrario sono pieni di dramma e di passione: e non sono punto bigotti e mistici, come spesso i francesi quando vogliono fare la morale, ma veramente moderni e realisti nel miglior senso della parola" (venivano commerciate al prezzo di 1 Lira, ogni edizione contava 1 000 copie).
Tra i traduttori italiani delle sue opere Anita Gordini, Lamberto Brusotti, Giovanna Denti, Ada Donati, F. Folbert, G. Bernardi, G. Giordani, Isabella M. Anderton, Irma Rios, Nice Filergo, Caterina Stiatti Pucci, Filippo Mastriani, L. Colombo, Giovanni Vaccaro, Maria Parodi, Gino Marcora, I. Capocasa, Alessandra Bellezza Migliarini, Luigi Giavardi, M. Banti, Luigi Tenconi e Bianca Maria Giometti.
Altre case editrici italiane che la pubblicarono nei primi 30 anni del XX secolo furono la Salani e la Quattrini di Firenze, la Barion, la Baldini, Castoldi e C. di Milano e raramente qualcun'altra. Negli anni cinquanta qualche volume è uscito presso la Zibetti, la Boschi o la Lucchi di Milano o la Malipiero di Bologna. Pochi i volumi successivi.
| Titolo originale                                                       | Titoli italiani                                                                      | Anno pubblicazione tedesca | N° dell'ed. Treves nel 1898 |
| ---------------------------------------------------------------------- | ------------------------------------------------------------------------------------ | -------------------------- | --------------------------- |
| Am Altar                                                               | Verso l'altare Sull'altare Presso l'altare                                           | Lipsia, 1873               | 3                           |
| Glück auf!                                                             | Buona fortuna!                                                                       | Lipsia, 1874               | 3                           |
| Hermann                                                                | Il conte Ermanno                                                                     | 1874                       |                             |
| Gesprengte Fesseln                                                     | Catene infrante Vincoli infranti Catene spezzate                                     | Lipsia, 1875               | 5                           |
| Vineta                                                                 | Vineta Vineta la città sommersa Wineta                                               | Lipsia, 1877               | 5                           |
| Um hohen Preis                                                         | A caro prezzo                                                                        | Lipsia, 1878               | 3                           |
| Frühlingsboten                                                         | Messaggeri di primavera                                                              | Lipsia, 1880               | 2                           |
| Der Egoist                                                             | L'egoista Passioni d'oltremare                                                       | Lipsia, 1882               |                             |
| Gebannt und erlöst                                                     | Reietto e redento                                                                    | Lipsia, 1884               | 6                           |
| Die Blume des Glückes                                                  | Il fiore della felicità                                                              | Lipsia, 1885               | 7                           |
| Ein Gottesurteil                                                       | Espiazione Un giudizio di Dio Il Giudizio di Dio                                     | Lipsia, 1885               |                             |
| Adlerflug                                                              | Volo d'aquila                                                                        | Berlino, 1886              |                             |
| Sankt Michael                                                          | San Michele                                                                          | Lipsia, 1887               | 8                           |
| Die Alpenfee                                                           | La fata delle Alpi                                                                   | Lipsia, 1889               |                             |
| Flammenzeichen                                                         | Fiamme                                                                               | Lipsia, 1890               | 7                           |
| Gewagt und gewonnen                                                    |                                                                                      | Lipsia, 1891               |                             |
| Freie Bahn!                                                            | Via aperta                                                                           | Lipsia, 1893               | 5                           |
| Ein Held der Feder                                                     | Un eroe della penna                                                                  | Lipsia, 1895               | 9                           |
| Heimatklang                                                            | La voce della patria                                                                 | 1895                       |                             |
| Fata Morgana                                                           | Fata Morgana (2 volumi)                                                              | Lipsia, 1896               | 4                           |
| Der höhere Standpunkt                                                  |                                                                                      | 1896                       |                             |
| Hexengold                                                              | Oro stregato                                                                         | Lipsia, 1900               |                             |
| Runen                                                                  | Rune                                                                                 | 1903                       |                             |
| Siegwart                                                               | Il vincitore                                                                         | 1909                       |                             |
| Wege des Schicksals                                                    | Le vie del destino                                                                   |                            |                             |
| Gartenlaubenblüten                                                     |                                                                                      |                            |                             |
| Als die Schwalben wiederkehrten                                        |                                                                                      |                            |                             |
| Bergsegen                                                              | Il tesoro della montagna                                                             |                            |                             |
| Schloß Aldenkron: Hinterlassener Roman (completato da Luise Westkirch) | Il castello di Aldenkron                                                             |                            |                             |
|                                                                        | Al di là dell'oceano                                                                 |                            |                             |
|                                                                        | Occhio di Sole                                                                       |                            |                             |
|                                                                        | I figli del deserto                                                                  |                            |                             |
|                                                                        | Caccia grossa                                                                        |                            |                             |
|                                                                        | Sospetto!                                                                            |                            |                             |
|                                                                        | In parola d'onore (Rimembranze - La scelta - Perché? - Il contrabbandiere - Libero!) |                            |                             |
|                                                                        | Il fanciullo smarrito                                                                |                            |                             |
|                                                                        | Il segreto di Elfrieda                                                               |                            |                             |

- Messaggeri di primavera: tradotto dal tedesco da Irma Rios, è un romanzo romantico rivolto ad un pubblico femminile, parla di due cugini aristocratici che si contendono l'amore di una donna e un'eredità.